# 穆古點 (加利福尼亞州)
穆古點（英語：Point Mugu）是位於美國加利福尼亞州文圖拉縣的一個非建制地區。該地的面積和人口皆未知。

## 地理
穆古點的座標為34°05′08″N 119°03′36″W / 34.08556°N 119.06000°W，而該地的平均海拔高度為386米（即1266英尺）。